# Mormoiron
 Mormoiron  es una población y comuna francesa, en la región de Provenza-Alpes-Costa Azul, departamento de Vaucluse, en el distrito de Carpentras y cantón de Mormoiron.
Está integrada en la Communauté de communes des Terrasses du Ventoux.

## Demografía
| 956 | 997 | 1018 | 1070 | 1264 | 1562 |
| Para los censos de 1962 a 1999 la población legal corresponde a la población sin duplicidades (Fuente: INSEE [Consultar]) |     |      |      |      |      |